# Ferrugem
Ferrugem (Engelstalige titel: Rust) is een Braziliaanse film uit 2018, geregisseerd door Aly Muritiba.

## Verhaal
Tati en Renet zijn twee middelbare scholieren die voornamelijk contact hebben via sociale media. Ze leren elkaar beter kennen tijdens een schoolreis maar er komt een abrupt einde aan hun ontluikende relatie wanneer Tati haar telefoon verliest en er daardoor via internet een intieme video van haar wordt gelekt. Tati probeert haar hoofd hoog te houden terwijl Renet thuis lijdt onder de problemen met zijn gescheiden ouders die ruzie maken over de controle over hun kinderen.

## Rolverdeling
| Acteur              | Personage |
| ------------------- | --------- |
| Giovanni De Lorenzi | Renet     |
| Tifanny Dopke       | Tati      |
| Enrique Diaz        | Davi      |
| Clarissa Kiste      |           |
| Dudah Azevedo       |           |
| Pedro Inoue         |           |

## Release
Ferrugem ging op 20 januari 2018 in première op het Sundance Film Festival in de World Cinema Dramatic Competition.